# تپه دمیرچی خرابه شمالی
تپه دمیرچی خرابه شمالی مربوط به سدهٔ ۱ تا ۵ ه.ق است و در شهرستان مشگین‌شهر، بخش مرادلو، دهستان ارشق غربی، روستای سردی واقع شده و این اثر در تاریخ ۲۶ اسفند ۱۳۸۷ با شمارهٔ ثبت ۲۵۸۰۴ به‌عنوان یکی از آثار ملی ایران به ثبت رسیده است.